# Estádio Vicente Calderón
O Estádio Vicente Calderón foi um estádio de futebol localizado no bairro de Arganzuela, às margens do Rio Manzanares, na cidade de Madrid, capital da Espanha. Era a casa do Atlético de Madrid, tendo sido inaugurado em 2 de Outubro de 1966, no empate de 1 a 1 entre o Atlético e o Valencia Club de Fútbol, com o nome de Estadio Manzanares. Luis Aragonés, do Atlético, de cabeça, fez o primeiro gol deste estádio aos 19 minutos do primeiro tempo.
Foi o primeiro estádio europeu a ter todos os seus lugares cobertos por assentos, já na época de sua inauguração, o que o qualificou como sede de diversos jogos internacionais importantes, inclusive da Copa do Mundo de 1982.
Em 14 de Julho de 1971 adotou o nome de Vicente Calderón em homenagem ao seu presidente de então, responsável direto pela construção do estádio.
Sua capacidade já foi de 70.000 espectadores, hoje reduzida para 54.907 a fim de aumentar o conforto e a segurança deste estádio, que em 2003 recebeu a qualificação como cinco estrelas pela UEFA.
A partir de 2017 o Atlético de Madrid passou a mandar seus jogos na nova casa, o Estádio Wanda Metropolitano. A última partida realizada pelo Atlético de Madrid, seu mandatário foi na última rodada da La Liga na vitória de 3–1 contra o Athletic de Bilbao realizada no dia 21 de maio de 2017. A última partida realizada no Estádio Vicente Calderón foi a final da Copa del Rey realizada no dia 27 de maio de 2017 com o título do Barcelona que venceu o Alavés por 3–1.

## Jogos da Copa do Mundo de 1982
- 28 de Junho:  Áustria 0 - 1  França
- 1 de Julho:  Áustria 2 - 2  Irlanda do Norte
- 4 de Julho:  Irlanda do Norte 1 - 4  França